# Vena perforans
Venae perforantes (Einzahl Vena perforans, lat. für „durchbohrende Blutader“; transfasziale Vene) ist in der Humananatomie die Bezeichnung für diejenigen Venen, die das oberflächliche mit dem tiefen Venensystem verbinden. Es gibt an jedem Bein etwa 150 solcher Venen. In der Tieranatomie ist diese Bezeichnung für die transfaszialen Venen nicht üblich. Hier steht der Begriff Venae perforantes für die die Brustwand durchbohrenden Äste der Vena thoracica interna.

## Anatomie der Beinvenen beim Menschen
Im Bereich der Beine wird anatomisch zwischen drei venösen Systemen unterschieden: 
Der überwiegende Teil des venösen Rückstroms zum Herzen geschieht über die tiefen Beinvenen. Die kleineren Gefäße verlaufen als Begleitvenen (Venae comitantes) mit den Arterien zwischen der Muskulatur.  Zu den großen Gefäßen zählen die Vena poplitea (siehe auch Arteria poplitea), Venae tibiales anteriores (siehe auch Arteria tibialis anterior), -posteriores (siehe auch Arteria tibialis posterior) sowie die Vena femoralis. 
Ein geringerer Teil des venösen Rückflusses erfolgt über die oberflächlichen Beinvenen. Diese Venen verlaufen im Gegensatz zu den tiefen Beinvenen unabhängig zu den Arterien des Beines, im subkutanen Fettgewebe außerhalb der Muskulatur, d. h., sie liegen epifaszial. Sie bestehen aus einigen großen Gefäßen und sich flächig ausbreitenden venösen Netzen. Das Zuflussgebiet der oberflächlichen Beinvenen ist die Haut. Folgende Gefäße bilden das oberflächliche Venensystem:
- Vena saphena magna
- Venenstern
- Venae pudendae externae
- Vena circumflexa ilium superficialis
- Vena epigastrica superficialis
- Vena saphena parva
- und inkonsistent die Vena saphena accessoria

Das dritte System sind die Perforansvenen, die die oberflächlichen und die tiefen Beinvenen miteinander verbinden. Da sich wie oben beschrieben das tiefe beziehungsweise das oberflächliche Venensystem im Verlauf zur Muskulatur unterscheiden, müssen die Perforansvenen die Muskelfaszie durchdringen, um eine Verbindung herzustellen. Insgesamt werden drei wichtige Gruppen der Perforansvenen unterschieden:
- die Cockett-Venen an der Innenseite des Unterschenkels
- die Boyd-Venen an der Innenseite des Unterschenkels unterhalb des Knies
- die Doddsche Perforans-Venen, oberhalb des Kniegelenkes an der Oberschenkelinnenseite gelegen

Bei gesunden Menschen fließt das Blut in den Perforansvenen immer nur in eine Richtung, von den oberflächlichen Venen in die tiefen Beinvenen.